# Camponotus coniceps
Camponotus coniceps är en myrart som beskrevs av Santschi 1926. Camponotus coniceps ingår i släktet hästmyror, och familjen myror. Inga underarter finns listade.